# Synagoga Jerozolimska w Pradze
Synagoga Jerozolimska, także: synagoga Jubileuszowa (cz. Jubilejní synagoga) – zbudowana w 1906 roku, przy ulicy Jerozolimskiej w Nowym Mieście, według projektu Wilhelma Stiassnego w mieszanym stylu secesji oraz stylu mauretańskiego, z domieszkami sztuki islamskiej. 
Została wybudowana w reakcji na zburzenie trzech bożnic na Josefovie: Nowej, Cikána oraz Wielkodworskiej.
Synagoga została niedawno poddana gruntownemu remontowi, dzięki któremu odzyskała swój oryginalny wygląd. Jest czynną synagogą w której odbywają się nabożeństwa wspólnoty ortodoksyjnej.